# Joachim Georg Görlich
Joachim Georg Görlich (* 8. Mai 1931 in Oberglogau, Oberschlesien; † 12. Oktober 2009 in Haan, Kreis Mettmann) war ein deutscher Musikpädagoge, Dirigent, Komponist und Journalist.

## Leben
Joachim Georg Görlich wurde am 8. Mai 1931 in Oberglogau/Oberschlesien geboren. Während seiner Kindheit lebte er in Berlin und bis Kriegsende in Lodz. Sein Vater Georg, ein Ingenieur, ist im Zweiten Weltkrieg gefallen. Auf der Flucht siedelte sich seine Mutter Anna 1945 mit ihm und seinen beiden Schwestern wieder in Oberglogau (jetzt polnisch: Glogowek) an.
Seine Leidenschaft für Musik trat schon früh hervor. In Glogowek leitete er als Schüler den Chor seines Gymnasiums. Er lernte Fagott und Klavier und wurde anschließend an der Musikhochschule Breslau (polnisch: Wrocław) aufgenommen. Neben dem Studium leitete er Chöre und schrieb Musikkritiken. Schon während des Studiums wurde er als Lehrer an einer Lehrerakademie angestellt.
In seinen Studienjahren schrieb er zudem politische Artikel für die oppositionelle polnische Studentenpresse und beteiligte sich insbesondere 1956 an politischen Demonstrationen. Daraufhin wurde ihm der politische Prozess gemacht, der mit einem Berufsverbot und einer mehrjährigen Bewährungsstrafe endete. Um weiteren Repressalien zu entgehen, reiste er mit seiner Familie 1959 nach Deutschland aus. Dort lebte er mit seiner polnischen Ehefrau Krystyna und seinen zwei Söhnen in Haan bei Düsseldorf.
In Deutschland betätigte sich Görlich nach einer kurzen Zeit als Musiklehrer weiterhin als Journalist und Publizist. Hierbei waren seine Schwerpunkte zunächst klassische Musik, katholische Kirche und insbesondere Politik und Gesellschaft in Osteuropa. Stets hatte er dabei die Versöhnung von Deutschen und Polen im Blick. Er war Redakteur bei dem Westdeutschen Rundfunk, der Deutschen Welle, dem Remscheider General-Anzeiger, dem Westfalenblatt, bei der Bild am Sonntag und beim Axel Springer Dienst. Er verfasste regelmäßig Artikel für den Rheinischen Merkur, die Welt und die Neue Zürcher Zeitung. Zudem schrieb er Hörspiele für den Westdeutschen Rundfunk.
Der Musik blieb er stets treu. Im Laufe seines künstlerischen Lebens schuf Görlich etwa 70 Kompositionen, darunter Sinfonien, Lieder und Fagott-Konzerte, die z. B. in Köln, Düsseldorf und im polnischen Rundfunk aufgeführt wurden.
Joachim Georg Görlich starb 2009.

## Veröffentlichungen (Auswahl)
- Kirchenmusik im heutigen Polen, in: Musik des Ostens, Band 10, Johann-Gottfried-Herder-Forschungsstelle für Musikgeschichte, Verlag Bärenreiter, 1986, ISBN 3-7618-0765-1
- Polen vor dem Parteitag der PVA, in: Politische Studien, Monatshefte der Hochschule für Politische Wissenschaften München, Ausgaben 183–188, Verlag Isar-Verlag, 1969
- Das Deutschtum in Polen nach 1945, in: Peter Emil Nasarski (Hrsg.): Nachbarn im Osten, Schriften zur deutschen Frage (Band 14), Verlag Rautenberg, 1965
- Angst im Ostblock?, in: Karl Willy Beer (Hrsg.): Die Politische Meinung, Ausgaben 170–175, Verlag Staat und Gesellschaft, 1977
- Breslau führend in der polnischen Germanistik, in: Schlesien, Band 20 (1975) Nr. 1, S. 51–52
- Die Entwicklung der Massenmedien in Schlesien nach 1945, in: Schlesien, Band 16 (1971), Nr. 1, S. 42–45
- Stanislaw Przybyszewski – ein polnischer Dichter in Berlin, in: Der Wegweiser, 1976 Nr. 1–2, S. 28

## Auszeichnungen
Die CDU hat Görlich im Jahr 2003 „in Dankbarkeit und als Zeichen der Anerkennung“ mit der „Adenauer-Kohl-Medaille“ ausgezeichnet.